# Landkreis Donau-Ries
Landkreis Donau-Ries är ett distrikt (Landkreis) i Schwaben i det tyska förbundslandet Bayern. Huvudorten är Donauwörth.

## Geografi
Distriktet ligger i ett brett lågland mellan två bergstrakter. Här skapade för cirka 15 miljoner år en meteorit en nedslagskrater. Floden Donau går genom distriktets södra delar.

## Infrastruktur
Landkreis Donau-Ries har ett tät järnvägsnät och huvudorten nås även med snabbtåg (ICE).